# Whodunit

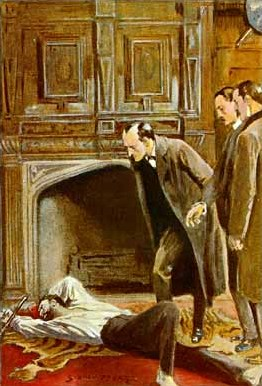
En The Adventure of the Abbey Grange, Sherlock Holmes investiga el asesinato de Eustace Brackenstall, asesinado por un asaltante desconocido.

Los términos whodunit o whodunnit provienen de la contracción en una sola palabra de la pregunta inglesa «who has done it?» o «who's done it?» («¿quién lo ha hecho?») y hacen referencia a una variedad de trama compleja dentro de la novela policíaca, en la que un enigma o una especie de rompecabezas es su principal característica de interés. En este subgénero se proveen al lector los indicios acerca de la identidad del autor del delito, para que pueda deducirlo antes de la solución que se revela en las últimas páginas del libro. Por lo general la investigación suele ser realizada por un detective aficionado o profesional, frecuentemente excéntrico y erudito.
Las novelas del tipo «misterio de habitación bajo llave» son una variante particular de whodunit. En principio, allí el lector debe disponer de los mismos indicios que el investigador, y por tanto las mismas oportunidades que él para resolver el crimen; así, el principal interés para los lectores de este tipo de novelas radica en poder resolver el misterio antes que el héroe de la historia.

## Definición
Esta forma de novela se desarrolló particularmente en los países anglosajones durante la llamada «edad de oro» de la ficción policial, o sea, los años 1920, 1930 y 1940. Entre los mejores autores de este período figuran numerosos escritores británicos tales como Agatha Christie, Dorothy L. Sayers, Gladys Mitchell, Josephine Tey, G. K. Chesterton, Michael Innes, Nicholas Blake, Christianna Brand y Edmund Crispin. Otras figuras destacadas del género son los americanos S. S. Van Dine, John Dickson Carr y Ellery Queen, quienes imitaban el estilo inglés, mientras que Rex Stout, Clayton Rawson y Earl Derr Biggers, por su parte, buscaban imprimir al whodunit un estilo más auténticamente estadounidense.
Con el tiempo, ciertas convenciones y clichés se desarrollaron limitando la posibilidad de sorpresa para el lector, en cuanto a reenfoques y rebotes de la intriga, así como en cuanto a la identificación del asesino.
Ciertos escritores obtuvieron éxito orientando a los lectores hacia una falsa pista, antes de individualizar como culpable a uno de los personajes considerado generalmente como el menos sospechoso.
El whodunit también implica o abarca tanto cierto tipo de personajes como cierto tipo de decorados o entornos, como por ejemplo una isla, una casa de campaña bastante aislada, etc.
En reacción a este estilo convencional del whodunit inglés, se desarrolló la escuela de la novela policial hard-boiled (algo así como «duro de cocinar») representada especialmente por Raymond Chandler, Dashiell Hammett y Mickey Spillane.